# شاه‌خرچنگ جنوبی
شاه‌خرچنگ جنوبی (به انگلیسی: Lithodes santolla) گونه‌ای از شاه‌خرچنگ است که در روبه‌روی کرانه‌های آمریکای جنوبی زندگی می‌کند، ازجمله در آب‌های روبه‌روی جزایر فالکلند.
این جاندار می‌تواند مدت زیادی را بیرون از آب زنده بماند. شاه‌خرچنگ جنوبی از آبزیان خوراکی جذاب در برخی از بازارهای جهانی است.